# 三国志 (北方謙三)
『三国志』（さんごくし）は、1996年から1998年にかけて刊行された北方謙三の歴史小説。北方が初めて中国史を題材にとった小説である。全13巻。

## 概要
正史の『三国志』を原典としており、ストーリーの大綱は万世一系思想と易姓革命思想の対決を根幹としている。
基本的な展開・人物描写は正史に準拠しながらも、適宜に独特のストーリー解釈を施すことで、歴史的リアリティよりも人物描写そのものに重きを置いた骨太な描写が特色。加えて『三国志演義』に見られるファンタジー色の強い描写（幻術・妖術など）や史書からの引用等は排除されている。
節ごとの主要人物の一人称視点でストーリーが展開しており、主に劉備、関羽、張飛、諸葛亮、曹操、曹丕、司馬懿、孫堅、孫策、孫権、周喩、陸遜、呂布、袁紹、張衛、馬超からの視点が描かれる。
吉川英治の『三国志』同様、諸葛亮の死をもって本作は完結している。

## 主要登場人物
※史実や『三国志演義』に登場しない本作オリジナルキャラクターについては、これを冒頭に明記する。

### 蜀漢
劉備（りゅうび）
漢の中山靖王の裔。漢王朝を建て直すことで、尊き不可侵の血統として「国家秩序の象徴」とする志を抱き、義弟関羽、張飛と共に乱世に身を投じる。用兵に巧みで、男の約束は貫徹する好漢。穏やかな物腰で徳の将軍と称えられてはいるが、内には激情を秘め、ときに苛烈な行動に出る過激さを併せ持つ。史実同様、大きな耳の偉丈夫として描写されている。
関羽（かんう）
劉備の義弟。天下に鳴り響く豪傑であり、篤実で武人の誇りを持つ男。部下の不正を許さず、荊州で善政を敷く。自分の元で部将が育たないことを密かに悩んでいた。
張飛（ちょうひ）
劉備の義弟。実直で心優しい豪傑であるが、劉備の「徳の将軍」という声望に傷をつけないよう、酒乱の乱暴者というイメージを表に出し、進んで泥をかぶる役を演じる。後に蜀漢軍の伝統となる厳しい調練（死者も出る）の基礎を築く。呂布の黒騎馬隊を手本とした張飛の騎馬隊は、劉備軍では最強を誇る。内に秘めた優しさ故に、義兄関羽の戦死、そして愛妻董香を喪うという相次ぐ衝撃によって生じた心の隙を、呉の謀臣張昭に衝かれ暗殺される。張飛の野戦料理は、蜀漢軍の伝説となる。
董香（とうこう）
本作独自の人物。劉表領西城守将、董陵の娘で張飛の妻。男勝りで長身、秀でた眉に強い眼光の持ち主。故郷の新野では「じゃじゃ馬」として鳴らしており、剣の腕は並の兵では敵わないほどに立つ。劉備が劉表の客将として新野に駐屯していた時期、張飛が西城へ援軍として行った時、馬（張飛の愛馬となる招揺）を借りたことをきっかけに張飛に見初められる。結婚して以降は張飛を内から支え続ける。呉により拉致されそうになった際、抵抗し奮戦したものの息子の張苞と共に戦死した。
王安（おうあん）
本作独自の人物。張飛の従者。徐州で張飛に拾われた。兵役不適格な小柄の少年だが、張飛夫婦に仕えていくうちに一人の男として武人として成長していく。長坂の戦いでは、董香、趙雲らとともに劉備の妻子の護衛に付き奮戦するが、戦闘中に受けた脇腹の傷により長坂橋を超えたところで力尽きる。張飛、董香夫妻の手によりその場に埋葬された。
趙雲（ちょううん）
常山真定出身の偉丈夫。公孫瓚の部将だった時に、単身で敵からの攻撃を防ぐなど一目おかれる活躍をしその後劉備に惚れ込み仕官を直訴。このときは劉備は自身も内心では登用したいとは思ったものの自分の信念から一年間世間を知り様々な人を見てそれでも自分を気に入ったのなら、また士官しに来いとを諭され、天下行脚の旅に出る。（劉備は内面では他のところに行ってしまうのではないかと心配していたのを漏らした）それでもやはり、帰還後は劉備に仕えさらに劉備軍の重鎮となり、この旅で得た人脈が後々劉備に利することになった。その武勇は張飛 関羽にもまさるとも劣らずと評され、その武勇で様々な将軍を怯えさせた。さらにその人の良さからも周りに好かれた。趙雲率いる騎馬隊の素早さから老齢になっても、第一線で活躍をする。作品後半の夷陵の戦いでは、劉備に反対するものの、ギリギリのところ助けに入るなど、作品を通じて義の武将である。
応累（おうるい）
本作独自の人物。蜀の間諜の元締め。劉備の「将来の国の在り方」の志に共感し行動を共にする。年齢不詳で人畜無害そうな小太りの容貌。その後も二人の息子、応真（おうしん）・応尚（おうしょう）も父の間諜部隊を受け継ぎ蜀に仕える。張飛の妻董香が呉に拉致されそうになった際、董香親子を守るべく奮戦の末、死亡する。
諸葛亮（しょかつりょう）
「臥龍」と称される軍師。曹操の手に落ちそうな天下に尻込みし、隆中で生まれた時代が遅いと独りごちていたところ、劉備に請われ、その志に共感し出仕する。そのひらめきから生み出される戦略・作戦は完璧かつ大胆だが、人の心の機微を見る目に欠けており、それがゆえの躓きを幾度も味わう。優れた文官、発明家でもあり携帯可能な小型連弩等の兵器や木牛を開発する。剣の腕も確かであり、劉備軍に合流後の最初の戦いでは趙雲と共に馬を並べて最前線に出たこともある。また、漢中防衛戦では圧倒的多数の曹操軍を前にして己を見失いそうになり劉備に窘められるといったこともあった。
糜竺（びじく）
もとは徐州牧陶謙の臣。劉備が徐州に援軍に行った際、一族で劉備に臣従した（妹の燐は劉備の側室）。内政にたけた優秀な文官であり、序盤は劉備軍の参謀として、中盤から後半にかけては駐屯地や占領地の内政基盤を整えるなど目立たないが重要な役割を行った。重要な話をするときには膝が揺れ、さらに緊張すると揺れがとまる、という癖をもつ。弟糜芳の裏切りにより諸葛亮の策戦が崩壊し、荊州の陥落、守将関羽が戦死するという事態が発生すると、怒りと自責の念で憤死してしまう。
陳礼（ちんれい）
本作独自の人物。隆中で逼塞していた諸葛亮に、毎日昼食を届けていた少年。のち諸葛亮について蜀に仕え、張飛の副官となる。張飛の元で鍛えられたこともあり指揮官としても卓越している。張飛の死後、張飛軍を率いて呉軍を追い詰めるが陸遜の謀にかかり戦死する。この夷陵の戦いでは蜀の「人情」を象徴するキーマンとなる。
陳倫（ちんりん）
本作独自の人物。諸葛亮の妻。陳礼とは親戚。
龐統（ほうとう）
「鳳雛」と称される軍師。天才的なひらめきの諸葛亮と対比的に、何事も考えに考え抜いて結論を導く性質。自らの実戦経験のなさを卑下しがちである。成都を陥落させた後は、荊州を預かる関羽の軍師になる予定であったが、攻略戦の最中に流れ矢に当たり戦死。この不慮の死が荊州失陥と関羽の戦死の遠因となる。
徐庶（じょしょ）
流浪の旅人。友人である伊籍に会うため立ち寄った新野城に駐屯していた劉備に、戦略の重要性を説く。志に殉じるよりも自らの人生を大切にする性分であり、のち魏国内に住む母親のもとへと去る。魏に移った後は、才能を意図的に発揮せず、下級官吏として穏やかな生活を送る。
魏延（ぎえん）
荊州長沙太守韓玄の部将。荊州攻略戦の際に韓玄の首を手土産に劉備軍に投降、以降軍内の重鎮として活躍する。その投降の経緯、細かい所作を諸葛亮にしばしば生理的に嫌悪される。
黄忠（こうちゅう）
荊州長沙太守韓玄の部将で弓の名手。劉備軍に投降した後は益州攻略戦や定軍山の戦い等で活躍する。韓玄が討ち取られた後も劉表への忠節を貫き、投降を拒否する忠義の士。
馬良（ばりょう）
劉備軍の幕僚。諸葛亮とのコンビで蜀の民政整備に多大な貢献を果たす。確かな戦略眼も持ち合わせているが、実戦経験に乏しい。
馬謖（ばしょく）
馬良の弟。用兵に天才的な素質を持ち、同年代の部将と較べても抜きん出ている存在として将来を嘱望されるが、その素質ゆえに挫折を知らないことがのちの災いを招くことになる。自分の能力以上のことを行おうとする悪癖があり、劉備はその点に危惧を抱き、臨終の際、諸葛亮に重用しないように警告した。
姜維（きょうい）
魏の校尉だったが、蜀の「志」に共感し投降。以降蜀の若手部将の筆頭として活躍。
王平（おうへい）
忠勇にして謹厳実直な部将。史実通り文盲である。
李厳（りげん）
元劉璋軍の部将。第四次北伐の際に兵站を統括し、諸葛亮の厳命に対して自らの信じる正義を貫いた。
孟達（もうたつ）
新城郡太守。時勢を読む力に長ける変節漢。蜀魏の対立の中、戦略的に重要な位置を占めていく。

### 魏
曹操（そうそう）
沛国譙県の生まれ。祖父が宦官である家柄にコンプレックスを抱いており、家柄に頼らないひとりの男として乱世に覇道を打ち立てることを決意する。家柄・前歴にこだわらず才能を最優先に人材を登用していくが、才能を愛すると言うよりは自らの覇道のために利用する、という考えが見られる（郭嘉の死の際など）。そのようなドライな性格ながら、同時代人の「男気」にある種の羨望を抱いている。容貌については、劉備より背が低い小柄な男だと描写されている。
曹丕（そうひ）
曹操の次男、魏の初代皇帝。魏を短期間で合理的に組織化するなど、民政に非凡な能力を発揮するも、戦の機微を全くつかめない自らの「戦下手」ぶりにコンプレックスを抱いており、依怙地に呉への親征をたびたび強行する。人情的に冷たく、サディストとして描かれている。
曹叡（そうえい）
曹丕の嫡子。父と異なり、優れた戦略眼と戦機を読む能力を持つが、興味を引いたときにしかその能力を発揮しない気まぐれさも併せ持つ。国が平穏な時にはその興味の対象が宮殿造営へと向いてしまう事しばしばで、その濫費は司馬懿や陳羣を悩ませる。
石岐（せきき）
本作独自の人物。魏の諜報機関「五錮（ごこ）の者」の頭領。浮屠の信者であり、曹操に「天下を取った暁に信教の自由と寺院の建立」を条件にその諜報の腕を売り込む。
荀彧（じゅんいく）
曹操の幕僚。しばしば兵站に無理を生じる曹操の戦を、文句ひとつ言わず後援して見せる超一流の文官。漢王朝に対して劉備と同様の万世一系思想を抱いており、その事が曹操との心の乖離を生んでいく。
司馬懿（しばい）
魏の幕僚、のち軍の最高司令官。曹操存命中は才覚を認められながらもその陰気な性質を忌避されており、同じような性質を持つ曹丕の幕下につけられた。曹丕とはウマが合い、魏建国後、あまり表に出しゃばらず陰の腹心として活躍する。曹丕と同じく人情味のないキャラクターだが、曹丕とは対照的にマゾヒストとして描かれている。
尹貞（いんてい）
本作独自の人物。司馬懿の軍学の師であり、直属の参謀として司馬家を繁栄させるため暗躍する。顔に大きな痣があり、人と話すときに痣が見えないよう顔をそむける癖がある。
夏侯惇（かこうとん）
曹操の親戚で古参の将軍。温厚で紳士的な、部将のまとめ役・曹操の相談役としてのキャラクターで描かれている。
許褚（きょちょ）
曹操の親衛隊長。典韋亡き後の身辺警護を一手に引き受ける。朴訥で、感受性豊かに曹操の詞藻を受け止める。赤壁の戦い以後曹操からは虎痴と呼ばれ、曹操を「殿」と呼ぶようになる（当時部将らは曹操を「丞相」と呼んでいた）。
張遼（ちょうりょう）
元呂布の部将。曹操に降ったのちは呂布軍の伝統を守り、その精強な騎兵を率いる。史実での曹純の活躍のかなりの部分が彼の活躍として整理されている。

### 呉
孫堅（そんけん）
荊州長沙太守。真紅の具足に身を包む猛将。董卓討伐戦で洛陽に一番乗りを果たす。その際手に入れた玉璽を孫賁に預け、天下への足がかりを得るべく劉表との戦に臨むが、不意の流れ矢に当たり戦死を遂げる。
孫賁（そんほん）
孫堅の従兄。常に最前線に張る孫堅を陰から後援する。のち、袁術の部将という立場で孫策の保護者となり、隠退後はその潜魚率いる諜報部隊を孫策へと譲り渡す。
孫策（そんさく）
孫堅の長男。父の横死によって袁術のもとで逼塞するも、天下への志を抑えきれず、相棒の周瑜や父の遺臣を引き連れ揚州に覇を唱える。周瑜と共に一目惚れした大喬、小喬をさらうという無茶をやったことがある。
孫権（そんけん）
孫堅の次男。呉の初代皇帝。父や兄のような向こう見ずさは受け継いでおらず、慎重な性質だが国の命運を臣下に委ねる大きさも持っている。天下を取るという事とは領土の広さではなく、富める国を持つ事との信念のもと揚州に拠る。故にその信念から周瑜亡き後領土的野心は薄くなり、外征を求める陸遜の建策をたびたび却下している。
周瑜（しゅうゆ）
孫策の幼馴染で無二の親友。のち呉の水軍都督。孫策と共に見ていた天下を実現すべく邁進する。劉備の「寝業師」ぶりには早くから感づいており、先手を取るべく天下を二分するという気宇壮大な戦略を胸に秘めている。江陵でうけた矢傷が元となり、益州遠征の途上で無念を噛み締めつつ死去。彼の死を聞いた曹操からは一度限りの大輪の花と称された。
張昭（ちょうしょう）
古参の幕僚。将来のある若者が泥をかぶるべきではないとの考えの下、様々な陰謀を一手に引き受ける。最終巻まで生存し、75歳という高齢ながらも孫権の相談役を務めている。
魯粛（ろしゅく）
呉の幕僚であり周瑜の友人。蜀に対しては穏健派であり、周瑜とは違った形での「蜀の力を利用する」天下取りを考える。
陸遜（りくそん）
周瑜が早くから眼をかけていた部将。荊州侵攻の報復に来た蜀軍を迎撃すべく総司令官に抜擢される。この戦いで敵軍の重圧と大将の孤独に耐え、総帥として大きな成長を遂げる。だがその後は外征より自国の安定を重視する孫権の方針歯痒さを感じることになる。
韓当（かんとう）
孫家三代に仕える古参の将。夷陵の戦いで蜀軍の重圧に耐える陸遜を、大ベテランとして様々に後援する。
凌統（りょうとう）
周瑜により育てられた若手部将。自らの領分以上には踏み込まない、生粋の軍人。
潜魚（せんぎょ）
本作独自の人物。孫賁に仕えていた間諜の元締め。孫策が袁術から独立した後は孫策に仕える。
幽（ゆう）
本作独自の人物。反乱を起こした山越族の長の娘。周瑜麾下の間諜であり愛人。
路恂（ろじゅん）
本作独自の人物。幽の異母弟。山越族のみで編成された特殊部隊「致死軍」の指揮官。その軍の性質から、様々な陰謀に暗躍する。

### その他登場人物

#### 群雄
董卓（とうたく）
西涼太守。かつては歴戦の猛将として知られる。中央の混乱に乗じて洛陽に乗り込み、乱世の火蓋を切ることとなった一代の梟雄。しかし時を経るにつれ、驕りから呂布の心情を慮らなくなっていく。
呂布（りょふ）
五原郡出身の、万夫不当の猛将。母は匈奴の出身。黒づくめの甲冑に身を包んだ中華最強の騎馬隊を率いる。自らの「男の誇り」と愛する女に忠実であり、それらを守ることこそが何よりも先立つ生き方を貫いていく。赤兎馬とは熱い友情を結んでおり、下邳が落城する前に成玄固に傷を負った赤兎馬を託した。
瑶（よう）
本作独自の人物。呂布の妻。亡き母親の面影を持つことから、半ばさらうようにして呂布に娶られる。呂布から溺愛されており、それ故董卓から送られた美女を頑なに受け取らない呂布と董卓の関係を慮り心労を募らせていく。
陳宮（ちんきゅう）
曹操の幕僚だったが、王者に対する考えの違いから呂布の幕僚へと鞍替えする。曹操も認める民政と商売の才覚があるが、自分の力の至らなさをいつも気にかけている。
袁紹（えんしょう）
漢の名族の出身。華北に一大勢力を築く。天下を得る為に利用できるものは利用し尽くし、自らの手を汚さない限りではどのような手段・犠牲をも厭わない。
公孫瓚（こうそんさん）
劉備の学友で、同じく盧植門下。王朝より異民族討伐の任を受け幽州へ赴任。同地で張純軍の挟撃を受ける直前、劉備達に助けられ再会する。明るい性格で美男の優男。だが我の強い人間で同盟には適さない人間だと、劉備には評されている。戦では直線的な攻めを多用し、隘路で斥候を出さずに進軍するなど迂闊な面も見受けられる。白馬隊という白馬で構成された精鋭の騎馬隊を持つ。
劉表（りゅうひょう）
荊州牧。領土的野心は持っておらず徹底した専守防衛主義を貫く。平時であれば優秀な政治家であったと評される。晩年は老いには勝てず、蔡夫人や蔡瑁の跋扈を許してしまう。
蔡瑁（さいぼう）
荊州水軍都督で荊州軍の要職を自身の身内で固めている。劉表の義弟ということをかさに着て居丈高に振舞っているが、押しには弱い。本作ではネズミの様な顔を持つ男だと描写されている。
劉焉（りゅうえん）
益州牧。後漢の宗室出身。当初は帝の側に使えていたが漢を見限り、益州で独立しようと図る。張魯の母に籠絡され、五斗米道の庇護者となる。
劉璋（りゅうしょう）
劉焉の子。父を籠絡した五斗米道を嫌悪し、しばしば漢中へと兵を向ける。劉備と諸葛亮の計略により益州を奪われる。

#### 五斗米道
張魯（ちょうろ）
道教教団「五斗米道」の教祖として漢中に割拠。安住の地を持つ現在に満足し、張衛の拡大志向には消極的である。
張衛（ちょうえい）
張魯の弟で、五斗米道軍を率いる。宗教にはあまり帰依しておらず、教義を利用し益州に王道楽土を築く野心を抱く。しかしその野心に較べ行動が伴わない甘さがあり、いつまでも夢を捨てきれずに現実と立場が乖離していく。蜀が魏軍五十万の大軍を撤退させたという事実に感銘を受け、義勇軍を率い叛乱を起こすが、既に乱世の終わった世界ではただの賊徒としか見なされなかった。最終的に呉の陸遜を頼ろうとするも朱桓の軍勢により討ち取られるという無惨な最後を遂げる。
鮮広（せんこう）
本作独自の人物。張兄弟の叔父。五斗米道からは一歩身を引いた立場で張衛に助言する。

#### 涼州軍
馬超（ばちょう）
涼州軍総帥。乱世に対して絶望を抱いており厭世的であるが、涼州の盟主という血統がそれを許さず、涼州軍を率いて曹操と対峙する。張飛と一騎討ちをした後、自らのもとを訪れその心を唯一理解してくれた簡雍の仕える蜀へと身を寄せる。友人だった簡雍と張飛、主だった劉備が亡くなったのを機に自分を病死した事にし、僅かな部下と袁綝を連れ山中の村へと隠遁する。妻になった袁綝の存在や山での穏やかな生活が馬超の凍てついた心を徐々に溶かし、人間味を取り戻し始めた。息子（馬駿白）が手元を離れる際には、声が上ずるなど傍目にわかるほど動揺したり、久しぶりに馬駿白が村に戻った時、料理をする袁綝のそばを所在なさげにうろついて邪魔だからと外に追い出されてしまうなどの微笑ましい場面が描かれる。
馬騰（ばとう）
馬超の父。漢王室の血を守るため、老躯を押して単身許都へとのぼる。
馬岱（ばたい）
馬超の族弟。のち蜀に仕え、涼州軍を馬超から引き継ぎ蜀の有力な一将軍となる。一軍を率いる部将としてはすぐれているが、大将としての将器はいまひとつと馬超に評される。
牛志（ぎゅうし）
本作独自の人物。牛輔の息子。その生まれを「恥ずべき血統」と卑下し一兵卒と成り下がっていたが、雍州の戦いで馬超と出会い、その側近となる。馬超が山中の村へ赴く際には同行し、馬超と共に山中の村々を盗賊から守る自衛軍の将校を務めている。
袁綝（えんりん）
本作独自の人物。敦煌付近の砂漠で馬超が出会った少女。袁術の娘で父の形見である玉璽を持っていた。ある事件まで、誰もが恐れる馬超を「孟起」と呼び捨てにする、戦に強引についていくなど気の強さも随所に描かれる。ある事件の後、馬超より求婚され結婚、馬駿白という子をもうける（袁綝は当初より馬超の妻になるつもりであった）。

#### その他
献帝（けんてい）
漢王朝の皇帝。曹操からは「腐った血統」として排除の対象とされ、劉備からは「神聖なる血統」として庇護の対象となる。
爰京（えんきょう）
本作独自の人物。曹操の侍医であった華佗の弟子。華佗の刑死後、曹操専属の鍼師となる。鍼に通じる気を習得する、との名目で夏侯惇から槍や剣の手解きを受けており、構えただけで並の兵士をたじろがせる実力の持ち主。曹操が死去した後は自らの医術を磨くために魏を離れ各地を放浪し、立ち寄った蜀で劉備の死に立ち会った。そののち薬草を求めて山中へと分け入った際に道に迷い、偶然馬超達の暮す村へとたどり着き、そこで暮らすこととなる。その後馬駿白を伴った旅で成都を訪れた際には諸葛亮と再会し彼にも鍼を打っている。ストーリー後期における狂言回しの役回りで、彼が山中に住む馬超親子に諸葛亮の死を伝えるところで本作は終わっている。
洪紀（こうき）
本作独自の人物。劉備の幼馴染で自称弟子。涿県時代から劉備に随行するが、結婚をきっかけに故郷に戻り、白狼山に牧場を開く。彼の義父が劉備の剣、関羽の青竜刀、張飛の蛇矛を作った。
成玄固（せいげんこ）
本作独自の人物。烏丸の部将として劉備と行動を共にする。部将としてはまずまずであるものの、優しい性格から少数を救うために多数を犠牲にしてしまいかねない、と評される。戦場で片腕を失ったのをきっかけに帰郷し、洪紀と共に白狼山で牧場を営む。後に呂布から託され洪紀の牧場で生まれた赤兎馬の息子を関羽のもとへと届ける。
胡朗（ころう）
本作独自の人物。海浜で赤兎馬に軽く蹴飛ばされたのが切っ掛けで、呂布に赤兎馬の世話役として雇われた少年。赤兎馬が心を許す数少ない一人。赤兎馬が傷を負うと下邳が落城する前に成玄固共に城を出て、共に白狼山に向かう。白狼山では牧場を守る自衛軍の隊長や馬の運送を務めている。

## 各巻総覧
現行版は角川春樹事務所〈ハルキ文庫〉より刊行中（2002年）。
| 巻   | タイトル   | ISBNコード         |
| ---- | ---------- | ------------------ |
| 1    | 天狼の星   | ISBN 4-89456-868-3 |
| 2    | 参旗の星   | ISBN 4-89456-875-6 |
| 3    | 玄戈の星   | ISBN 4-89456-881-0 |
| 4    | 列肆の星   | ISBN 4-89456-887-X |
| 5    | 八魁の星   | ISBN 4-89456-896-9 |
| 6    | 陣車の星   | ISBN 4-89456-946-9 |
| 7    | 諸王の星   | ISBN 4-89456-949-3 |
| 8    | 水府の星   | ISBN 4-89456-951-5 |
| 9    | 軍市の星   | ISBN 4-89456-954-X |
| 10   | 帝座の星   | ISBN 4-89456-963-9 |
| 11   | 鬼宿の星   | ISBN 4-89456-966-3 |
| 12   | 霹靂の星   | ISBN 4-89456-970-1 |
| 13   | 極北の星   | ISBN 4-89456-978-7 |
| 別巻 | 三国志読本 | ISBN 4-89456-979-5 |

※以上14冊を収めた全巻BOX（ISBN 4-89456-986-8）もある。

## メディア展開など

### ラジオドラマ
- 1999年に『北方謙三 三国志』の題名でラジオドラマが放送された。
- 2021年10月3日から文化放送で『ネオラジオドラマ三国志』としてラジオドラマ化（ナレーションは神田伯山、出演は小沢和義、熊切あさ美ほか）[9]。

### ゲーム
- 2001年6月14日には単行本13巻分、および上記のラジオドラマがビジュアルノベルしとてゲーム化した[10]。『北方謙三 三国志』（PlayStation 2用）がメディアファクトリーより発売された。キャラクターデザインは寺田克也、ナレーションは渡辺謙が担当した。原作に忠実なストーリーが小説を読む感覚で展開される。物語の主な表現は、文章とグラフィックとナレーション。本作には"しおり機能"が搭載されており、自由に中断・再開を行うことができる。物語を深く知るために必要な資料をデータベースを使って検索が可能。「地名」「人名」「戦争」「事件」「名言」「役職」「物品」など物語中、知らない言葉が出てきても調べる事が可能[10]。

### テレビ番組
2004年2月から3月にかけて放送された『NHK人間講座』には北方自身により、本作へ対する思いなどを語った。新版は『三国志の英傑たち』（ハルキ文庫、2006年4月）で刊行。

### 漫画
河承男の作画による漫画版が、竹書房から刊行されている。2011年4月から刊行が開始され、5年をかけて全30巻が刊行される予定であったが、2013年に第10巻が刊行されて以後は中断している。